# Winter World University Games 2025/Teilnehmer (Japan)
| Gelbes Symbol für Goldmedaillen mit stilisierten Olympischen Ringen | Graues Symbol für Silbermedaillen mit stilisierten Olympischen Ringen | Braundes Symbol für Bronzemedaillen mit stilisierten Olympischen Ringen |
| ------------------------------------------------------------------- | --------------------------------------------------------------------- | ----------------------------------------------------------------------- |
| 7                                                                   | 8                                                                     | 4                                                                       |

Japan nahm mit 111 Athleten (56 Männer und 55 Frauen) an den Winter World University Games 2025 in Turin teil.

## Medaillen

### Medaillenspiegel
| Rang   | Sportart         | Gold | Silber | Bronze | Gesamt |
| ------ | ---------------- | ---- | ------ | ------ | ------ |
| 1      | Eiskunstlauf     | 2    | 1      | –      | 3      |
| 2      | Freestyle-Skiing | 1    | 3      | 2      | 6      |
| 3      | Skilanglauf      | 1    | 2      | –      | 3      |
| 4      | Snowboard        | 1    | –      | 1      | 2      |
| 5      | Curling          | 1    | –      | –      | 1      |
| 5      | Ski Alpin        | 1    | –      | –      | 1      |
| 7      | Shorttrack       | –    | 2      | –      | 2      |
| 8      | Eishockey        | –    | –      | 1      | 1      |
| Gesamt | Gesamt           | 7    | 8      | 4      | 19     |

### Medaillengewinner
| Name/n | Sportart         | Wettkampf                     |
| --- | ---------------- | ----------------------------- |
| Gold |                  |                               |
| Shima Kawaoka | Freestyle-Skiing | Dual Moguls                   |
| Yuina Miura Kohane Tsuruga Rin Suzuki Eri Ogihara Ai Matsunaga | Curling          | Frauen                        |
| Yūma Kagiyama | Eiskunstlauf     | Einzel                        |
| Rion Sumiyoshi | Eiskunstlauf     | Einzel                        |
| Takayuki Koyama | Ski Alpin        | Slalom                        |
| Sho Kasahara Ikuya Takizawa Daito Yamazaki Kanta Sakai | Skilanglauf      | 4 × 7,5 km klassisch/Freistil |
| Ryoji Fujiya | Snowboard        | Big Air                       |
| Silber |                  |                               |
| Mone Chiba | Eiskunstlauf     | Einzel                        |
| Shugo Kanno | Freestyle-Skiing | Moguls                        |
| Haruka Nakao | Freestyle-Skiing | Moguls                        |
| Sora Sasaoka | Freestyle-Skiing | Skicross                      |
| Shōgo Miyata | Shorttrack       | 500 m                         |
| Mikihiro Inoue Shōgo Miyata Daito Ochi Kei Shimmura | Shorttrack       | 5000 m Staffel                |
| Chika Honda Takane Tochitani Karen Hatekeyama Kaho Nakajima | Skilanglauf      | 4 × 7,5 km klassisch/Freistil |
| Daito Yamazaki | Skilanglauf      | 20 km Massenstart klassisch   |
| Bronze |                  |                               |
| Marin Ito | Freestyle-Skiing | Dual Moguls                   |
| Sakura Ito Hana Kitajima Kiku Kobayashi Haruna Nomura Sarasa Kishibe Momoka Yamamoto Aiko Yoshikawa Yuka Chujo Ayaka Tomiuchi Sakura Kitamura Kyoka Tsutsumi Komomo Ito Anju Hayakawa Riko Matsumoto Riri Noro Minami Kamada Shieru Higuchi Marin Nagaoka Ruka Kiyokawa Kaho Suzuki Yu Hatade Masaki Tanabe Ami Sasaki | Eishockey        | Frauen                        |
| Yamato Asakawa | Freestyle-Skiing | Skicross                      |
| Noa Kanazawa | Snowboard        | Parallel-Riesenslalom         |

## Teilnehmer nach Sportarten

### Biathlon
| Athleten                     | Wettbewerbe          | Zeit        | Fehler         | Rang |
| ---------------------------- | -------------------- | ----------- | -------------- | ---- |
| Frauen                       |                      |             |                |      |
| Misa Sasaki                  | 7,5 km Sprint        | 25:14,0 min | 4 (0+4)        | 19   |
| Misa Sasaki                  | 10 km Verfolgung     | 42:59,8 min | 5 (1+2+1+1)    | 17   |
| Misa Sasaki                  | 12,5 km Massenstart  | 45:29,9 min | 3 (0+1+2+0)    | 13   |
| Misa Sasaki                  | 12,5 km Einzel       | 44:37,4 min | 8 (1+2+2+3)    | 29   |
| Männer                       |                      |             |                |      |
| Mizuki Nishimoto             | 10 km Sprint         | 27:39,7     | 7 (3+4)        | 34   |
| Mizuki Nishimoto             | 12,5 km Verfolgung   | LAP         | LAP            | LAP  |
| Mizuki Nishimoto             | 15 km Massenstart    | 46:49,8 min | 8 (1+2+2+3)    | 21   |
| Mizuki Nishimoto             | 15 km Einzel         | 48:13,3 min | 9 (3+3+1++2)   | 36   |
| Mixed                        |                      |             |                |      |
| Misa Sasaki Mizuki Nishimoto | Single-Mixed-Staffel | LAP         | 2+13 (1+9 1+4) | 12   |

### Curling
| Wettbewerb   | Frauen | Mixed-Doppel                                                                                              |
| ------------ | --- | --- |
| Athleten     | Yuina Miura Kohane Tsuruga Rin Suzuki Eri Ogihara Ai Matsunaga                                                                 | Yui Ozeki Taiki Kudo                                                                                      |
| Gruppenphase | Norwegen 10:2 Schweden 9:1 Vereinigte Staaten 12:3 Polen 12:3 Großbritannien 3:6 Italien 9:4 Kanada 6:5 China 6:4 Südkorea 2:4 | Schweiz 9:7 Deutschland 4:7 Norwegen 8:5 Italien 4:8 Kanada 3:7 Großbritannien 6:9 Vereinigte Staaten 7:3 |
| Halbfinale   | Kanada 6:5 | ausgeschieden                                                                                             |
| Finale       | Südkorea 7:5 | ausgeschieden                                                                                             |
| Rang         | Gold | 5 |

### Eishockey
| Wettbewerb       | Männer | Frauen |
| ---------------- | --- | --- |
| Athleten         | Issa Tamura Kazuki Oikawa Haruto Kawai Yutaka Toko Manato Sasanaka Rin Takada Junya Owa Hikaru Saitoh Kai Kojima Taisei Takasaki Seikichi Sasaki Hayate Nishiwaki Masato Ōkubo Shoei Nakamura Sota Takeda Kirato Kaneko Yuto Taneichi Noah Tomoda Kotarō Tsutsumi Asahi Shimizu Rikuto Kakumaru Rukia Morita Aoi Sasanuma | Sakura Ito Hana Kitajima Kiku Kobayashi Haruna Nomura Sarasa Kishibe Momoka Yamamoto Aiko Yoshikawa Yuka Chujo Ayaka Tomiuchi Sakura Kitamura Kyoka Tsutsumi Komomo Ito Anju Hayakawa Riko Matsumoto Riri Noro Minami Kamada Shieru Higuchi Marin Nagaoka Ruka Kiyokawa Kaho Suzuki Yu Hatade Masaki Tanabe Ami Sasaki |
| Gruppenphase     | Slowakei 1:4 Vereinigte Staaten 1:5 Ukraine 7:4 Polen 8:1 | Kasachstan 10:0 Vereinigte Staaten 5:0 Tschechien 0:4 |
| Viertelfinale    | Kanada 1:9 | — |
| Halbfinale       | ausgeschieden | Kanada 0:3 |
| Spiel um Platz 7 | Südkorea 6:1 | Slowakei 2:1 |
| Rang             | 7 | Bronze |

### Eiskunstlauf
| Athleten       | Wettbewerbe | Kurzprogramm/ Rhythmustanz | Kurzprogramm/ Rhythmustanz | Kür    | Kür  | Gesamt | Gesamt |
| Athleten       | Wettbewerbe | Punkte                     | Rang                       | Punkte | Rang | Punkte | Rang   |
| -------------- | ----------- | -------------------------- | -------------------------- | ------ | ---- | ------ | ------ |
| Frauen         |             |                            |                            |        |      |        |        |
| Rion Sumiyoshi | Einzel      | 65,89                      | 3                          | 138,40 | 1    | 204,29 | Gold   |
| Mone Chiba     | Einzel      | 72,00                      | 1                          | 131,85 | 2    | 203,85 | Silber |
| Hana Yoshida   | Einzel      | 60,48                      | 5                          | 126,95 | 3    | 187,43 | 4      |
| Männer         |             |                            |                            |        |      |        |        |
| Sōta Yamamoto  | Einzel      | 78,81                      | 6                          | 163,42 | 5    | 242,23 | 6      |
| Yūma Kagiyama  | Einzel      | 106,82                     | 1                          | 182,22 | 1    | 289,04 | Gold   |
| Shun Satō      | Einzel      | 96,30                      | 2                          | 152,20 | 6    | 248,50 | 5      |

### Freestyle-Skiing
| Athleten  | Wettbewerbe | Qualifikation | Qualifikation | Finale | Finale | Rang |
| Athleten  | Wettbewerbe | Punkte        | Rang          | Punkte | Rang   | Rang |
| --------- | ----------- | ------------- | ------------- | ------ | ------ | ---- |
| Frauen    |             |               |               |        |        |      |
| Marin Ito | Slopestyle  | DNS           | DNS           | DNS    | DNS    | DNS  |

| Athleten      | Wettbewerbe | Qualifikation | Qualifikation | Finale  | Finale  | Finale        | Finale        | Rang   |
| Athleten      | Wettbewerbe | Qualifikation | Qualifikation | Runde 1 | Runde 1 | Runde 2       | Runde 2       | Rang   |
| Athleten      | Wettbewerbe | Punkte        | Rang          | Punkte  | Rang    | Punkte        | Rang          | Rang   |
| ------------- | ----------- | ------------- | ------------- | ------- | ------- | ------------- | ------------- | ------ |
| Frauen        |             |               |               |         |         |               |               |        |
| Marin Ito     | Moguls      | 64,32         | 11            | 67,68   | 11      | ausgeschieden | ausgeschieden | 11     |
| Haruka Nakao  | Moguls      | 69,93         | 3             | 73,33   | 2       | 76,29         | 2             | Silber |
| Yuma Taguchi  | Moguls      | 67,40         | 4             | 69,91   | 7       | ausgeschieden | ausgeschieden | 7      |
| Männer        |             |               |               |         |         |               |               |        |
| Shugo Kanno   | Moguls      | 74,52         | 3             | 76,21   | 2       | 78,17         | 2             | Silber |
| Shima Kawaoka | Moguls      | 76,27         | 2             | 73,61   | 4       | 70,82         | 4             | 4      |

| Athleten      | Wettbewerbe | Vorlauf | Vorlauf  | Gruppenphase | Gruppenphase | Halbfinale    | Halbfinale    | Finale                  | Finale        | Rang   |
| Athleten      | Wettbewerbe | Gegner  | Ergebnis | Punkte       | Rang         | Gegner        | Ergebnis      | Gegner                  | Ergebnis      | Rang   |
| ------------- | ----------- | ------- | -------- | ------------ | ------------ | ------------- | ------------- | ----------------------- | ------------- | ------ |
| Frauen        |             |         |          |              |              |               |               |                         |               |        |
| Marin Ito     | Dual Moguls | —       | —        | 9            | 1            | Amrenowa      | 9:16          | Kleines Finale: Taguchi | 15:10         | Bronze |
| Haruka Nakao  | Dual Moguls | —       | —        | 5            | 4            | ausgeschieden | ausgeschieden | ausgeschieden           | ausgeschieden | 14     |
| Yuma Taguchi  | Dual Moguls | —       | —        | 9            | 1            | Gorodko       | 10:15         | Kleines Finale: Ito     | 10:15         | 4      |
| Männer        |             |         |          |              |              |               |               |                         |               |        |
| Shugo Kanno   | Dual Moguls | Freilos | Freilos  | 11           | 2            | ausgeschieden | ausgeschieden | ausgeschieden           | ausgeschieden | =5     |
| Shima Kawaoka | Dual Moguls | Freilos | Freilos  | 12           | 1            | Bugakow       | 17:8          | Bondarew                | 15:10         | Gold   |

| Athleten       | Wettbewerbe | Platzierungsrunde | Platzierungsrunde | Vorläufe | Vorläufe | Halbfinale | Finale            | Rang   |
| Athleten       | Wettbewerbe | Zeit              | Rang              | Punkte   | Rang     | Rang       | Rang              | Rang   |
| -------------- | ----------- | ----------------- | ----------------- | -------- | -------- | ---------- | ----------------- | ------ |
| Frauen         |             |                   |                   |          |          |            |                   |        |
| Remi Yoshida   | Skicross    | 36,67 s           | 6                 | 15       | 5        | 3          | Kleines Finale: 3 | 7      |
| Männer         |             |                   |                   |          |          |            |                   |        |
| Yamato Asakawa | Skicross    | 34,06 s           | 6                 | 15       | 6        | 2          | 3                 | Bronze |
| Sora Sasaoka   | Skicross    | 33,44 s           | 3                 | 15       | 5        | 2          | 2                 | Silber |

### Shorttrack
| Athleten                                                 | Wettbewerbe    | Qualifikation | Qualifikation | Vorlauf      | Vorlauf | Viertelfinale | Viertelfinale | Halbfinale    | Halbfinale    | Finale                 | Finale        | Rang   |
| Athleten                                                 | Wettbewerbe    | Zeit          | Rang          | Zeit         | Rang    | Zeit          | Rang          | Zeit          | Rang          | Zeit                   | Rang          | Rang   |
| -------------------------------------------------------- | -------------- | ------------- | ------------- | ------------ | ------- | ------------- | ------------- | ------------- | ------------- | ---------------------- | ------------- | ------ |
| Frauen                                                   |                |               |               |              |         |               |               |               |               |                        |               |        |
| Rika Kanai                                               | 500 m          | —             | —             | 45,496 s     | 3       | 45,859 s      | 5             | ausgeschieden | ausgeschieden | ausgeschieden          | ausgeschieden | 18     |
| Rika Kanai                                               | 1000 m         | —             | —             | 1:37,260 min | 2       | 1:33,040 min  | 3             | 1:32,175 min  | 2             | 1:32,829 min           | 5             | 5      |
| Haruna Nagamori                                          | 500 m          | —             | —             | 47,008       | 1       | 45,855        | 3             | ausgeschieden | ausgeschieden | ausgeschieden          | ausgeschieden | 11     |
| Haruna Nagamori                                          | 1000 m         | —             | —             | 1:36,105 min | 2       | 1:37,606 min  | 3             | ausgeschieden | ausgeschieden | ausgeschieden          | ausgeschieden | 12     |
| Wakaba Kenjo                                             | 1000 m         | —             | —             | 1:35,457 min | 1       | 1:33,582 min  | 4             | ausgeschieden | ausgeschieden | ausgeschieden          | ausgeschieden | 14     |
| Wakaba Kenjo                                             | 1500 m         | —             | —             | —            | —       | 2:42,233 min  | 2             | 2:32,089 min  | 6             | ausgeschieden          | ausgeschieden | 16     |
| Hana Takahashi                                           | 500 m          | —             | —             | 46,595 s     | 1       | ausgeschieden | ausgeschieden | ausgeschieden | ausgeschieden | ausgeschieden          | ausgeschieden | 29     |
| Hana Takahashi                                           | 1500 m         | —             | —             | —            | —       | 2:41,133 min  | 3             | 2:37,618 min  | 3             | B-Finale: 2:34,305 min | 5             | 12     |
| Riho Inuzuka                                             | 1500 m         | —             | —             | —            | —       | 2:31,173 min  | 3             | 2:31,539 min  | 3             | B-Finale: 2:34,199 min | 4             | 11     |
| Haruna Nagamori Riho Inuzuka Hana Takahashi Riho Inuzuka | 3000 m Staffel | —             | —             | —            | —       | —             | —             | 4:23,753 min  | 2             | ausgeschieden          | ausgeschieden | 6      |
| Männer                                                   |                |               |               |              |         |               |               |               |               |                        |               |        |
| Ryunosuke Aoki                                           | 1000 m         | 1:29,440 min  | 3             | 1:32,897 min | 4       | ausgeschieden | ausgeschieden | ausgeschieden | ausgeschieden | ausgeschieden          | ausgeschieden | 22     |
| Ryunosuke Aoki                                           | 1500 m         | —             | —             | —            | —       | ADV           | 5             | ADV           | 6             | B-Finale: 3:36,595 min | 6             | 13     |
| Mikihiro Inoue                                           | 500 m          | 42,521 s      | 1             | 42,635 s     | 2       | 41,886        | 3             | PEN           | PEN           | ausgeschieden          | ausgeschieden | 9      |
| Mikihiro Inoue                                           | 1000 m         | 1:30,582 min  | 1             | 1:28,531 min | 3       | 1:28,754 min  | 1             | 1:29,185 min  | 4             | B-Finale: 1:30,999 min | 3             | 8      |
| Mikihiro Inoue                                           | 1500 m         | —             | —             | —            | —       | 2:32,156 min  | 2             | 2:19,577 min  | 3             | B-Finale: 2:29,593 min | 2             | 9      |
| Daito Ochi                                               | 1500 m         | —             | —             | —            | —       | 2:23,961 min  | 1             | PEN           | PEN           | ausgeschieden          | ausgeschieden | 20     |
| Shōgo Miyata                                             | 500 m          | 41,269 s      | 1             | 41,491 s     | 1       | 41,270 s      | 1             | 41,598 s      | 1             | 41,120 s               | 2             | Silber |
| Shōgo Miyata                                             | 1000 m         | 1:26,025 min  | 1             | 1:27,381 min | 1       | 1:28,561 min  | 1             | 1:28,261 min  | 1             | 1:29,767 min           | 4             | 4      |
| Kei Shimmura                                             | 500 m          | 43,052 s      | 2             | 42,603 s     | 2       | 42,240 s      | 3             | ausgeschieden | ausgeschieden | ausgeschieden          | ausgeschieden | 11     |
| Mikihiro Inoue Shōgo Miyata Daito Ochi Kei Shimmura      | 5000 m Staffel | —             | —             | —            | —       | —             | —             | 7:20,417 min  | 1             | 6:57,327 min           | 2             | Silber |
| Mixed                                                    |                |               |               |              |         |               |               |               |               |                        |               |        |
| Haruna Nagamori Daito Ochi Shōgo Miyata Rika Kanai       | 2000 m Staffel | —             | —             | —            | —       | 2:46,763 min  | 1             | 2:45,623 min  | 4             | B-Finale: 2:46,703 min | 1             | 5      |

### Ski Alpin
| Athleten        | Wettbewerbe  | 1. Lauf     | 1. Lauf | 2. Lauf     | 2. Lauf | Gesamt      | Gesamt |
| Athleten        | Wettbewerbe  | Zeit        | Rang    | Zeit        | Rang    | Zeit        | Rang   |
| --------------- | ------------ | ----------- | ------- | ----------- | ------- | ----------- | ------ |
| Frauen          |              |             |         |             |         |             |        |
| Kizuna Kirikubo | Kombination  | 1:03,13 min | 16      | DNF         | DNF     | DNF         | DNF    |
| Kizuna Kirikubo | Riesenslalom | 1:06,68 min | 24      | 1:05,31 min | 21      | 2:11,99 min | 26     |
| Kizuna Kirikubo | Slalom       | 43,00 s     | 39      | 42,24 s     | 35      | 1:25,24 min | 35     |
| Kizuna Kirikubo | Super-G      | —           | —       | —           | —       | 1:03,39 min | 14     |
| Rira Maehana    | Kombination  | 1:04,44 min | 22      | 53,52 s     | 15      | 1:57,96 min | 18     |
| Rira Maehana    | Riesenslalom | 1:07,23 min | 34      | 1:06,69 min | 32      | 2:13,92 min | 32     |
| Rira Maehana    | Slalom       | 42,88 s     | 37      | 42,38 s     | 36      | 1:25,26 min | 36     |
| Rira Maehana    | Super-G      | —           | —       | —           | —       | 1:05,61 min | 20     |
| Eren Watanabe   | Riesenslalom | 1:05,97 min | 20      | 1:05,45 min | 24      | 2:11,42 min | 22     |
| Eren Watanabe   | Slalom       | 40,44 s     | 11      | 39,21 s     | 5       | 1:19,65 min | 9      |
| Männer          |              |             |         |             |         |             |        |
| Ryoma Katayama  | Kombination  | 1:01,26 min | 34      | 42,81 s     | 28      | 1:44,07 min | 31     |
| Ryoma Katayama  | Riesenslalom | 1:02,98 min | 29      | 1:03,10 min | 9       | 2:06,08 min | 20     |
| Ryoma Katayama  | Slalom       | 42,00 s     | 18      | 40,64 s     | 16      | 1:22,64 min | 19     |
| Ryoma Katayama  | Super-G      | —           | —       | —           | —       | 1:00,41 min | 28     |
| Jinro Kirikubo  | Kombination  | 1:01,43 min | 35      | 42,59 s     | 20      | 1:44,02 min | 29     |
| Jinro Kirikubo  | Riesenslalom | 1:02,68 min | 24      | 1:03,83 min | 23      | 2:06,51 min | 24     |
| Jinro Kirikubo  | Slalom       | 41,44 s     | 13      | DNF         | DNF     | DNF         | DNF    |
| Jinro Kirikubo  | Super-G      | —           | —       | —           | —       | 1:00,25 min | 27     |
| Takayuki Koyama | Slalom       | 40,33 s     | 3       | 39,99 s     | 5       | 1:20,32 min | Gold   |

| Athleten                                                   | Wettbewerbe | Achtelfinale | Achtelfinale | Viertelfinale | Viertelfinale | Halbfinale | Halbfinale | Finale                       | Finale | Rang |
| Athleten                                                   | Wettbewerbe | Gegner       | Punkte       | Gegner        | Punkte        | Gegner     | Punkte     | Gegner                       | Punkte | Rang |
| ---------------------------------------------------------- | ----------- | ------------ | ------------ | ------------- | ------------- | ---------- | ---------- | ---------------------------- | ------ | ---- |
| Mixed                                                      |             |              |              |               |               |            |            |                              |        |      |
| Rira Maehana Ryoma Katayama Kizuna Kirikubo Jinro Kirikubo | Mannschaft  | Ungarn       | 4:0          | Italien       | 2:2           | Schweden   | 1:3        | Rennen um Bronze: Frankreich | 2:2    | 4    |

### Skilanglauf
| Athleten                                                    | Wettbewerbe                   | Zeit        | Rang   |
| ----------------------------------------------------------- | ----------------------------- | ----------- | ------ |
| Frauen                                                      |                               |             |        |
| Karen Hatekeyama                                            | 10 km Freistil                | 30:10,6 min | 24     |
| Karen Hatekeyama                                            | 20 km Massenstart klassisch   | DNF         | DNF    |
| Chika Honda                                                 | 10 km Freistil                | 29:08,5 min | 11     |
| Chika Honda                                                 | 20 km Massenstart klassisch   | 1:07:03,0   | 7      |
| Kaho Nakajima                                               | 10 km Freistil                | 30:59,9 min | 34     |
| Takane Tochitani                                            | 10 km Freistil                | 30:03,9 min | 22     |
| Takane Tochitani                                            | 20 km Massenstart klassisch   | 1:07:32,8   | 9      |
| Chika Honda Takane Tochitani Karen Hatekeyama Kaho Nakajima | 4 × 7,5 km klassisch/Freistil | 1:21:28,2 h | Silber |
| Männer                                                      |                               |             |        |
| Sho Kasahara                                                | 10 km Freistil                | 25:27,5 min | 20     |
| Sho Kasahara                                                | 20 km Massenstart klassisch   | 57:41,6 min | 8      |
| Shota Moriguchi                                             | 10 km Freistil                | 26:21,4 min | 48     |
| Shota Moriguchi                                             | 20 km Massenstart klassisch   | 58:08,2 min | 12     |
| Kanta Sakai                                                 | 10 km Freistil                | 25:32,1 min | 25     |
| Kanta Sakai                                                 | 20 km Massenstart klassisch   | 57:55,0 min | 9      |
| Ikuya Takizawa                                              | 10 km Freistil                | 26:03,5 min | 41     |
| Ikuya Takizawa                                              | 20 km Massenstart klassisch   | 57:04,9 min | 6      |
| Daito Yamazaki                                              | 10 km Freistil                | 26:16,5 min | 45     |
| Daito Yamazaki                                              | 20 km Massenstart klassisch   | 56:17,7 min | Silber |
| Sho Kasahara Ikuya Takizawa Daito Yamazaki Kanta Sakai      | 4 × 7,5 km klassisch/Freistil | 1:08:45,9 h | Gold   |

| Athleten         | Wettbewerbe      | Qualifikation | Qualifikation | Viertelfinale | Viertelfinale | Halbfinale    | Halbfinale    | Finale        | Finale        | Rang |
| Athleten         | Wettbewerbe      | Zeit          | Rang          | Zeit          | Rang          | Zeit          | Rang          | Zeit          | Rang          | Rang |
| ---------------- | ---------------- | ------------- | ------------- | ------------- | ------------- | ------------- | ------------- | ------------- | ------------- | ---- |
| Frauen           |                  |               |               |               |               |               |               |               |               |      |
| Chika Honda      | Sprint klassisch | 3:48,93 min   | 25            | 3:34,74 min   | 5             | ausgeschieden | ausgeschieden | ausgeschieden | ausgeschieden | 25   |
| Kaho Nakajima    | Sprint klassisch | 3:55,63 min   | 35            | ausgeschieden | ausgeschieden | ausgeschieden | ausgeschieden | ausgeschieden | ausgeschieden | 35   |
| Takane Tochitani | Sprint klassisch | 3:50,49 min   | 26            | 3:46,21 min   | 6             | ausgeschieden | ausgeschieden | ausgeschieden | ausgeschieden | 26   |
| Männer           |                  |               |               |               |               |               |               |               |               |      |
| Sho Kasahara     | Sprint klassisch | 3:06,02 min   | 14            | 2:59,29 min   | 1             | ausgeschieden | ausgeschieden | ausgeschieden | ausgeschieden | DSQ  |
| Shota Moriguchi  | Sprint klassisch | 3:09,70 min   | 21            | 3:02,01 min   | 5             | ausgeschieden | ausgeschieden | ausgeschieden | ausgeschieden | 22   |
| Kanta Sakai      | Sprint klassisch | 3:17,70 min   | 55            | ausgeschieden | ausgeschieden | ausgeschieden | ausgeschieden | ausgeschieden | ausgeschieden | 53   |
| Ikuya Takizawa   | Sprint klassisch | 3:12,04 min   | 30            | ausgeschieden | ausgeschieden | ausgeschieden | ausgeschieden | ausgeschieden | ausgeschieden | 32   |
| Daito Yamazaki   | Sprint klassisch | 3:15,50 min   | 46            | ausgeschieden | ausgeschieden | ausgeschieden | ausgeschieden | ausgeschieden | ausgeschieden | 44   |

### Ski-Orientierungslauf
| Athleten                          | Wettbewerbe | Zeit      | Rang |
| --------------------------------- | ----------- | --------- | ---- |
| Frauen                            |             |           |      |
| Sumika Takano                     | Sprint      | 17:55 min | 26   |
| Männer                            |             |           |      |
| Kenichiro Terashima               | Sprint      | 14:03 min | 14   |
| Mixed                             |             |           |      |
| Sumika Takano Kenichiro Terashima | Staffel     | 54:26 min | 14   |

### Snowboard
| Athleten         | Wettbewerbe | Qualifikation | Qualifikation | Finale | Finale | Rang |
| Athleten         | Wettbewerbe | Punkte        | Rang          | Punkte | Rang   | Rang |
| ---------------- | ----------- | ------------- | ------------- | ------ | ------ | ---- |
| Frauen           |             |               |               |        |        |      |
| Chihiro Edamatsu | Slopestyle  | DNS           | DNS           | DNS    | DNS    | DNS  |
| Männer           |             |               |               |        |        |      |
| Ryoji Fujiya     | Big Air     | 87,50         | 5             | 96,00  | 1      | Gold |
| Ryoji Fujiya     | Slopestyle  | 92,25         | 1             | 83,00  | 4      | 4    |
| Haruhi Tsuji     | Big Air     | 94,00         | 1             | 30,25  | 10     | 10   |
| Haruhi Tsuji     | Slopestyle  | 71,50         | 9             | 35,00  | 10     | 10   |

| Athleten           | Wettbewerbe           | Qualifikation | Qualifikation | Achtelfinale  | Achtelfinale  | Viertelfinale | Viertelfinale | Halbfinale    | Halbfinale    | Finale/Platz 3         | Finale/Platz 3 | Rang   |
| Athleten           | Wettbewerbe           | Zeit          | Rang          | Gegner        | Zeit          | Gegner        | Zeit          | Gegner        | Zeit          | Gegner                 | Zeit           | Rang   |
| ------------------ | --------------------- | ------------- | ------------- | ------------- | ------------- | ------------- | ------------- | ------------- | ------------- | ---------------------- | -------------- | ------ |
| Frauen             |                       |               |               |               |               |               |               |               |               |                        |                |        |
| Noa Kanazawa       | Parallel-Riesenslalom | 1:14,10 min   | 1             | Güler         | −5,11 s       | Oshima        | −1,02 s       | Kainz         | +0,47 s       | Kleines Finale: Zapała | +1,93 s        | Bronze |
| Noa Kanazawa       | Parallel-Slalom       | 1:19,05 min   | 2             | Güler         | −6,41 s       | Kanazawa      | DSQ           | Fava          | +0,78 s       | Kleines Finale: Ankele | +1,58 s        | 4      |
| Hinano Oshima      | Parallel-Riesenslalom | 1:17,48 min   | 8             | Piwowarczyk   | −1,02 s       | Kanazawa      | +1,02 s       | ausgeschieden | ausgeschieden | ausgeschieden          | ausgeschieden  | 7      |
| Hinano Oshima      | Parallel-Slalom       | 1:24,68 min   | 10            | Šonková       | +0,52 s       | Oshima        | DSQ           | ausgeschieden | ausgeschieden | ausgeschieden          | ausgeschieden  | 8      |
| Sakura Yogo        | Parallel-Riesenslalom | 1:16,15 min   | 6             | Zapała        | +20,01 s      | ausgeschieden | ausgeschieden | ausgeschieden | ausgeschieden | ausgeschieden          | ausgeschieden  | 9      |
| Sakura Yogo        | Parallel-Slalom       | 1:22,96 min   | 8             | Zapała        | +2,73 s       | Ankele        | +1,90 s       | ausgeschieden | ausgeschieden | ausgeschieden          | ausgeschieden  | 7      |
| Männer             |                       |               |               |               |               |               |               |               |               |                        |                |        |
| Naoki Kanematsu    | Parallel-Riesenslalom | 1:08,46 min   | 5             | Dorfmann      | −0,61 s       | Ma            | +0,33 s       | ausgeschieden | ausgeschieden | ausgeschieden          | ausgeschieden  | 6      |
| Naoki Kanematsu    | Parallel-Slalom       | 1:15,66       | 8             | Shimizu       | +0,44 s       | ausgeschieden | ausgeschieden | ausgeschieden | ausgeschieden | ausgeschieden          | ausgeschieden  | 12     |
| Daichi Shimizu     | Parallel-Riesenslalom | 1:08,77 min   | 7             | Kwon          | −1,61 s       | Samfirow      | +2,19 s       | ausgeschieden | ausgeschieden | ausgeschieden          | ausgeschieden  | 7      |
| Daichi Shimizu     | Parallel-Slalom       | 1:16,14       | 9             | Kanematsu     | −0,44 s       | Pink          | DSQ           | ausgeschieden | ausgeschieden | ausgeschieden          | ausgeschieden  | 6      |
| Ryusukke Shinohara | Parallel-Riesenslalom | DNS           | DNS           | DNS           | DNS           | DNS           | DNS           | DNS           | DNS           | DNS                    | DNS            | DNS    |
| Ryusukke Shinohara | Parallel-Slalom       | DNS           | DNS           | DNS           | DNS           | DNS           | DNS           | DNS           | DNS           | DNS                    | DNS            | DNS    |
| Shogo Suminaga     | Parallel-Riesenslalom | 1:13,70 min   | 17            | ausgeschieden | ausgeschieden | ausgeschieden | ausgeschieden | ausgeschieden | ausgeschieden | ausgeschieden          | ausgeschieden  | 17     |
| Shogo Suminaga     | Parallel-Slalom       | 1:17,71       | 12            | Lantschner    | +2,36 s       | ausgeschieden | ausgeschieden | ausgeschieden | ausgeschieden | ausgeschieden          | ausgeschieden  | 14     |

| Athleten          | Wettbewerbe    | Platzierungsrunde | Platzierungsrunde | Vorläufe | Vorläufe | Halbfinale    | Finale              | Rang |
| Athleten          | Wettbewerbe    | Zeit              | Rang              | Punkte   | Rang     | Rang          | Rang                | Rang |
| ----------------- | -------------- | ----------------- | ----------------- | -------- | -------- | ------------- | ------------------- | ---- |
| Frauen            |                |                   |                   |          |          |               |                     |      |
| Remi Yoshida      | Snowboardcross | 34,49 s           | 4                 | 13       | 8        | DNF           | Kleines Finale: DNS | 8    |
| Männer            |                |                   |                   |          |          |               |                     |      |
| Shunsuke Kawamura | Snowboardcross | 32,32 s           | 10                | 10       | 10       | ausgeschieden | ausgeschieden       | 19   |
| Kenshin Kiyota    | Snowboardcross | 31,69 s           | 4                 | 17       | 4        | 4             | Kleines Finale: 1   | 5    |
| Kota Sakurai      | Snowboardcross | 32,25 s           | 9                 | 15       | 5        | ausgeschieden | ausgeschieden       | 8    |
| Yuto Tsukahara    | Snowboardcross | 33,41 s           | 20                | 12       | 9        | ausgeschieden | ausgeschieden       | 18   |